# Hưng Quốc
Hưng Quốc (tiếng Trung: 兴国县, Hán Việt: Hưng Quốc huyện) là một huyện của địa cấp thị Cám Châu (赣州市), tỉnh Giang Tây, Cộng hòa Nhân dân Trung Hoa. Huyện này có diện tích 3214,46 km2, dân số năm 2003 là 732.000 người. 

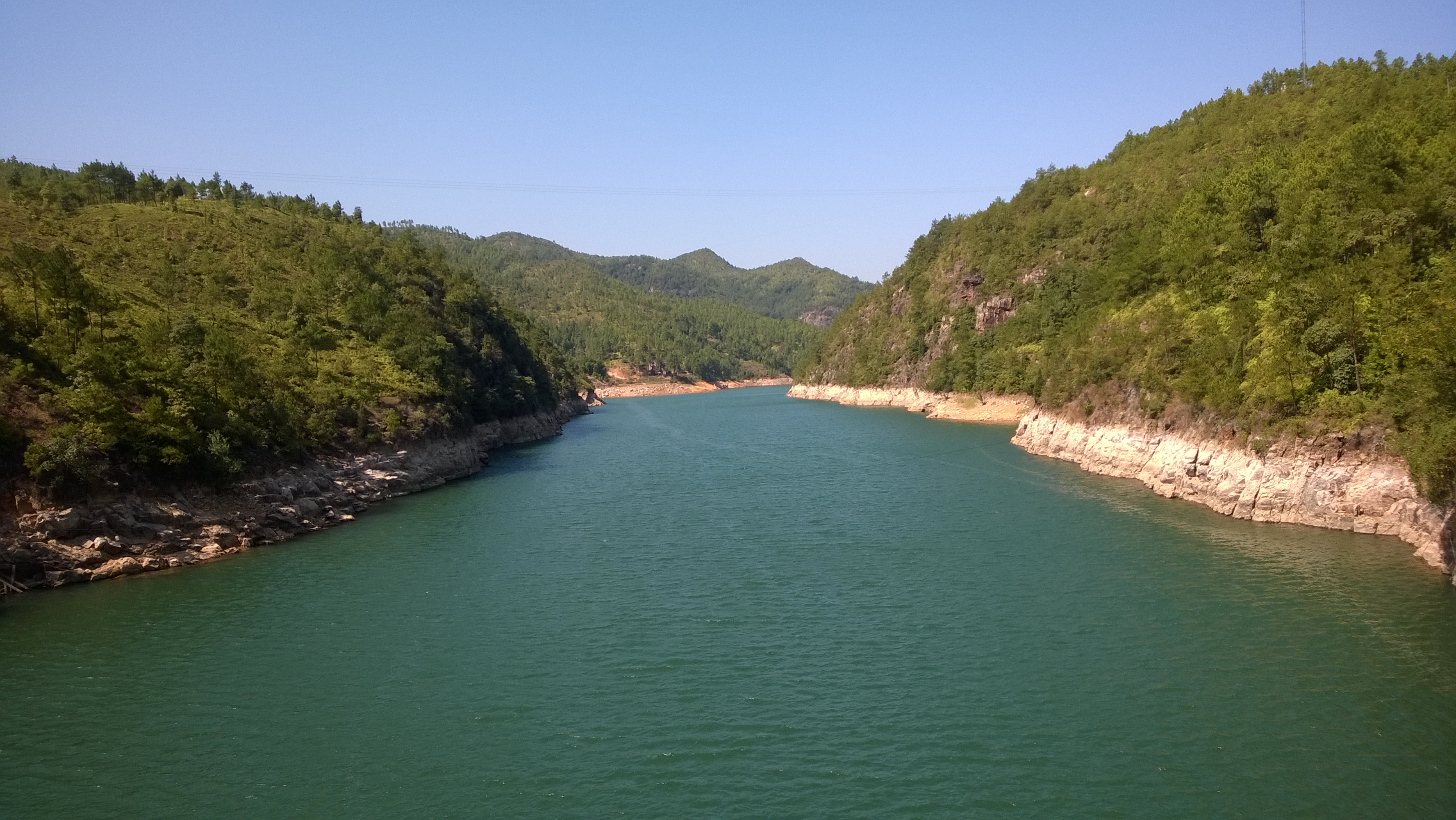
Một phong cảnh ở Hưng Quốc.

## Hành chính
Hưng Quốc được chia ra làm 25 đơn vị hành chính cấp hương, gồm 8 trấn và 17 hương. Ngoài ra huyện này còn quản lí 1 đơn vị tương đương cấp hương khác
- Trấn: Liễm Giang (潋江镇), Giang Bối (江背镇), Cổ Long Cương (古龙冈镇), Mai Giáo (梅窖镇), Cao Hưng (高兴镇), Lương Thôn (良村镇), Long Khẩu (龙口镇), Thành Cương (城岗镇)
- Hương: Hưng Giang (兴江乡), Chương Mộc (樟木乡), Đông Thôn (东村乡), Hưng Liên (兴莲乡), Kiệt Thôn (杰村乡), Xã Phú (社富乡), Phụ Đầu (埠头乡), Vĩnh Phong (永丰乡), Long Bình (隆坪乡), Quân Thôn (均村乡), Trà Viên (茶园乡), Sùng Hiền (崇贤乡), Phong Biên (枫边乡), Nam Khanh (南坑乡), Phương Thái (方太乡), Đỉnh Long (鼎龙乡), Trường Cương (长冈乡)

Đơn vị ngang cấp hương khác
- Khu công nghiệp Hưng Quốc (兴国县工业园)